# Szczawnica (gmina w dystrykcie krakowskim)
Gmina Szczawnica (niem. Landgemeinde Szczawnica) – dawna gmina wiejska funkcjonująca w latach 1940–1944 (de facto do 1945) pod okupacją niemiecką w Polsce. Siedzibą gminy była Szczawnica.
Gmina Szczawnica funkcjonowała przejściowo podczas II wojny światowej w powiecie Neumarkt (nowotarskim) w Generalnym Gubernatorstwie. Utworzona została przez hitlerowców przez podzielenie dotychczasowej gminy Szczawnica Wyżna na dwie: wschodnią gminę Szlachtowa i zachodnią gminę Szczawnica.
Gmina Szczawnica od zachodu graniczyła z gminami Krościenko i Czorsztyn a od wschodu z nową gminą Szlachtowa w powiecie Neumarkt, od północy z dwiema gminami w powiecie Neu-Sandez (nowosądeckim) – Łącko i Alt-Sandez (Stary Sącz), natomiast a od południa z uzależnionym od III Rzeszy państwem słowackim.
W skład gminy Szczawnica weszła tylko jedna gromada – Szczawnica, powstała przez połączenie dotychczasowych polskich gromad Szczawnica Wyżna i Szczawnica Niżna. Obszary te należały przed wojną do powiatu nowotarskiego w woj. krakowskim. W 1943 gmina Szczawnica liczyła 3508 mieszkańców.
Gminę zniesiono po wojnie, powracają do stanu administracyjnego z czasów II Rzeczypospolitej, a więc przywracając gminę Szczawnica Wyżna.